# NGC 912
NGC 912 is een elliptisch sterrenstelsel in het sterrenbeeld Andromeda. Het hemelobject werd op 30 november 1878 ontdekt door de Franse astronoom Édouard Jean-Marie Stephan.

## Synoniemen
- PGC 9222
- MCG 7-6-15
- ZWG 539.20
- NPM1G +41.0069